# Харі-варман
Харі-варман (; д/н — сер. VI ст.) — 1-й магараджа Маукхарі з 510 року.

## Життєпис
Перший правитель, ім'я якого згадується у відомих записах Маукхарі. Ймовріно до того вони були лише військовими очільниками або сановниками. Він або хтось із його безпосередніх предків, ймовірно, перебрався на захід до Каннауджа під час початку занепаду Гуптів. У 510 році прийняв титул магараджа. За яких обставин, дещо дискусійно: або визнавши владу алхон-гунів на чолі із Тораманою, або отримавши його від Вайнягупту. Можливо, це сталося після поразки Торамани, втім, деякі дослідники її відносять до 515 року. Ймовірно, розширивши владу навколо Каннауджа, відчув себе більш впевнено. Прийняв почесне ім'я Джваламукха (Вогняноликий).
Печатка-асіргадха Сарвавармана свідчить, що Харі-варман був могутнім правителем, якому підкорилися навколишні царі. Втім це пізніше перекручення. Напевніше він з остаточним занепадом Гуптів визнав зверхність Яшодармана, самраата Малви. Разом з тим для зміцнення авторитету одружився з Деві Джайясваміні, донькою Харшагупти, що був раджею десь у сучасному Біхарі. Таким чином, Харі-варман породичався з династією Гуптів, що надало його нащадкам право боротися за спадок Імперії Гуптів.
Дата смерті невідома, це сталося десь до 540-х років. Йому спадкував син Адітья-варман.